# Хорремабад
Хорремабад (перс. خرمآباد) — місто на заході Ірана, адміністративний центр остана Лурестан. Населення — 328 544 житеді. Хорремабад розташований у горах Загрос. Місто заселене в основному лурами і лаками, хоча ці дві групи тісно пов'язані між собою. Важливий сільськогосподарський центр.
Хорремабад є одним з перших місць проживання людей в Ірані. Тут знаходяться пам'ятки археології — 5 печер часів палеоліту (Подібні печери у світі є тільки у Кенії). Згідно з результатами досліджень доктора Франка Ху, професора університету Райс, і його колег, люди у цій місцевості жили вже більше 40-50 тисяч років тому.
Багато дослідників вважають, що засновником Хорремабада є династія Елама (3200-2700 до н. е.). У 14 столітті місто було повністю зруйноване. Залишилася тільки вежа, яка була джерелом води, тому тут починали будувати будинки, які в майбутньому утворили місто.
Під час династії Сефевідів (1502–1736 рр.) місто було одним з важливих центрів Ірану.
В центрі міста розташовується висока цитадель називали Фалак-ол-Афлак (небеса небес) — релікт епохи Сасанідів, на даний час популярний національний музей.

## Клімат
Хорремабад за класифікацією клімату Кеппена має середземноморський клімат (Csa). Оскільки місто розташоване на значній висоті над рівнем моря, клімат тут набагато вологіший, ніж у низовинних міст таких як Багдад. Тут надзвичайно спекотне літо при дуже низькій вологості, а взимку клімат досить вологий для багатьох сільського господарства, хоча і набагато холодніший, ніж класичний середземноморський клімат.